# Wilfrid Normand
Pour les articles homonymes, voir Normand (homonymie).
Wilfrid Guild Normand (1884 - 5 octobre 1962) est un homme politique et juge du Parti unioniste écossais. Il est un officier de police judiciaire entre 1929 et 1935, et un député de 1931 à 1935. Il est Lord Président de la Court of Session de 1935 jusqu'à ce qu'il devienne Law Lord en 1947.

## Biographie
Normand fait ses études au Fettes College, à Édimbourg, au Oriel College, à Oxford, à l'Université de Paris et à l'Université d'Édimbourg. Il est admis comme avocat le 18 mars 1910, le même jour que David King Murray, qui devient également solliciteur général et sénateur du College of Justice.
Il sert dans les Royal Engineers de 1915 à 1918. Il devient Conseiller du Roi en 1925.
Il se présente sans succès à Edinburgh West aux élections générales de 1929 mais remporte le siège aux élections générales de 1931 et l'occupe jusqu'à sa démission en 1935, provoquant une élection partielle qui est gagnée par Thomas Cooper. Il est brièvement Solliciteur général pour l'Écosse en 1929 (de mai à juin) et de 1931 à 1933, il est Lord Advocate. Il est nommé conseiller privé en 1933.
En avril 1935, Normand est nommé à la magistrature en tant que Lord President et Lord Justice General, succédant à Lord Clyde. Il est nommé Lord of Appeal in Ordinary en 1947 et reçoit en tant que Law Lord une pairie à vie avec le titre de baron Normand, d'Aberdour dans le comté de Fife, prenant sa retraite en 1953. Il est administrateur de la Bibliothèque nationale d'Écosse de 1925 à 1946 et de nouveau en 1953 et administrateur du British Museum de 1950 à 1953.
Il est enterré avec ses deux épouses, Gertrude Lawson (1886–1923) et Marion Cunningham (1880–1972), dans la section nord-ouest de la première extension nord du cimetière Dean à l'ouest d'Édimbourg.